# 交響曲第1番 (タネーエフ)
交響曲第1番ホ短調は、セルゲイ・タネーエフが1873年から1874年にかけて作曲した交響曲である。また、1875年モスクワ音楽院卒業時の金メダル獲得作品でもある。
自己批判に厳しかったタネーエフは生前本作を出版せず、「第1番」（従来は唯一出版した第4番に付けられた番号だった）として出版されたのは1948年になってからである。
終楽章にロシア民謡が引用されている。

## 楽器編成
フルート(1奏者はピッコロ持ち替え)、ホルン4、トランペット2、トロンボーン3、ティンパニ、弦五部。

## 楽曲構成
- 第1楽章 Allegro、ホ短調
- 第2楽章 Andantino quasi allegretto、ト短調
- 第3楽章 Vivace assai、ホ短調
- 第3楽章 Allegro molto、ホ長調

演奏時間は約30分。